# Université des sciences gastronomiques
L'université des sciences gastronomiques (en italien : Università di Scienze Gastronomiche) est une université italienne qui a son siège principal situé à Pollenzo, frazione de la  commune de Bra en province de Coni.
Elle est dédiée exclusivement à l'étude et à la connaissance des productions alimentaires dans le monde.

## Historique
Au Piémont, ses locaux restaurés sont installés principalement dans une ancienne cascina, souhaitée jadis, par le roi Charles-Albert de Sardaigne.
Née sous l'impulsion de Carlo Petrini, le fondateur de Slow Food, et de la collaboration de deux régions l'Émilie-Romagne et le Piémont, elle obtient la reconnaissance légale du ministère de l'Instruction, de l'Université et de la Recherche (it) par un décret publié au Journal officiel le 9 mai 2005.

## Programme
L'université n’organise pas de cours de cuisine. Les étudiants en sciences gastronomiques suivent un programme interdisciplinaire comprenant des disciplines parmi lesquelles:
alimentations et nutritions humaines, biologie animale, ethnobiologie, analyse sensorielle, commerce international, œnologie, sciences moléculaires, droit de l'environnement et alimentaire européen, histoire de l'agriculture, de l'alimentation et de la gastronomie, statistiques, informatique, systèmes et techniques de restauration, sémiologie de l'alimentation, technologies alimentaires, auxquelles s’ajoutent d’importantes visites et recherches sur le terrain. (Le contenu des cours est susceptible de variations d'année en année.)

## Diplômes
L’Universitè de Sciences Gastronomiques de Pollenzo prépare à un diplôme universitaire de premier degré (trois ans) en "Gastronomic Sciences and Cultures" suivi de deux diplômes post-universitaire (deux ans) ou maîtrise en Sustainable Food Innovation & Management et ou International Gastronomies and Food Geo-Politics.
Huit masters, d'une durée d'un an (90 ECTS), existent aussi:
- Master of Gastronomy - World Food Cultures and Mobility;
- Master in Contemporary Food Heritage;
- Master in New Food Thinking;
- Master in Food Culture, Communication & Marketing;
- Master of Applied Gastronomy: Culinary Arts;
- Master in Agroecology and Food Sovereignty;
- Master in Wine Culture and Communication;
- Master in Design for Food (avec École polytechnique de Milan).

L'université propose un programme de doctorat de 3 ans en Ecogastronomy, Food Sciences and Cultures.